# Cornellà Atlètic
Cornellà Atlètic és un club d'atletisme de Cornellà de Llobregat fundat l'any 1965.
Impulsat per Constanci Pérez, tinent d'alcalde de Cultura i Esport de l'Ajuntament de Cornellà de Llobregat, va promoure el Patronat Municipal de Cultura i Esports, que va crear una secció d'atletisme. L'entitat va disputar les primeres competicions en categories infantils el 22 de maig de 1965, amb el nom de Patronato Deportivo Municipal. Amb la inauguració del Camp d'Esports el 1966 i, posteriorment, de les pistes de cendra el 1973, el club s'ha caracteritzat en la promoció i formació de l'atletisme a les escoles de Cornellà, aconseguint notables èxits en categoria infantil i juvenil. Al començament dels anys setanta, la secció d'atletisme va deixar de dependre del Patronato Deportivo Municipal i va constituir-se com a club independent, adoptant el nom actual. Durant la dècada dels vuitanta, va sorgir un grup important de marxadors que assoliren bons resultats a nivell estatal i internacional, destacant Luis Bueno, José Vinuesa, Rafael Espejo, Germán Nieto i, sobretot, Emília Cano. Per altra banda, l'atleta més important que ha sorgit del club fou Reyes Estévez.